# Speed Racer – Totál turbó
A Speed Racer – Totál turbó (eredeti cím: Speed Racer) 2008-ban bemutatott akció-vígjáték, melyet a Wachowski testvérek írtak és rendeztek. A film a klasszikus 1960-as évekbeli azonos című anime/manga sorozaton alapul. A főbb szerepekben Emile Hirsch, Christina Ricci, John Goodman, Susan Sarandon, Matthew Fox, Roger Allam, Benno Fürmann, Szanada Hirojuki, Rain és Richard Roundtree látható.
Kritikai és pénzügyi szempontból bukásnak számított, viszont az évek során megváltozott róla a vélemény, többen „alulértékelt” filmnek tartják. Főleg a nagy marketing miatt tartotta a nagyközönség és a kritikusok csalódásnak a filmet.[forrás?] További célpont volt még a kritikára a dialógus, a szereplők, illetve a történetvezetés. A speciális effektek is alaposan megosztották a közönséget.[forrás?]

## Cselekmény
A film egy 18 éves autóversenyző fiúról szól (szintén a Speed Racer nevet viseli), aki halott bátyja nyomdokaiba akar lépni. Anyja és apja egy Racer Motors nevű céget vezet. A Racer Motors vezetősége közé tartozik még Speed Racer barátnője, Trixie, testvére, Spritle, majom háziállata, Chim Chim illetve a szerelője, Sparky. Azonban nagy veszélybe keveredik, mikor visszautasít egy szerződést, amelyet egy rivális cég, a Royalton Industries főnöke, E.P. Arnold Royalton kínál neki. Royalton számít a film főellenségének, hiszen bajba keveri Speed-et és a családját illetve legjobb barátait, mivel bepereli a Racer Motorst.

## Szereplők
| Szerep                    | Színész             | Magyar hang        |
| ------------------------- | ------------------- | ------------------ |
| Speed Racer               | Emile Hirsch        | Szvetlov Balázs    |
| Speed Racer fiatalon      | Nicholas Elia       | Czető Ádám         |
| Trixie                    | Christina Ricci     | Bogdányi Titanilla |
| Trixie fiatalon           | Ariel Winter        | Pekár Adrienn      |
| Racer papa                | John Goodman        | Ujlaki Dénes       |
| Racer mama                | Susan Sarandon      | Andresz Kati       |
| Spritle Racer             | Paulie Litt         | Timon Barna        |
| Sparky                    | Kick Gurry          | Szabó Máté         |
| Rex Racer                 | Scott Porter        | Welker Gábor       |
| Racer X                   | Matthew Fox         | Fekete Ernő        |
| Minx                      | Nayo Wallace        | Haumann Petra      |
| Detector Felügyelő        | Benno Fürmann       | Dolmány Attila     |
| Taejo Togokahn            | Rain                | Hamvas Dániel      |
| Horuko Togokahn           | Yu Nan              | Vadász Bea         |
| Mr. Togokahn              | Togo Igawa          | Szalai Imre        |
| E. P. Arnold Royalton     | Roger Allam         | Csuja Imre         |
| Mr. Musha                 | Szanada Hirojuki    | Király Attila      |
| Gennie                    | Cosma Shiva Hagen   |                    |
| Cruncher Block            | John Benfield       | Borbiczki Ferenc   |
| Vinny                     | Waldemar Kobus      | Hannus Zoltán      |
| Cruncher Pribékje         | Max Hopp            | Géczi Zoltán       |
| Cruncher Kamionsofőrje    | Julie T. Wallace    | Kossuth Gábor      |
| Jack "Ágyúgolyó" Taylor   | Ralph Herforth      | Haás Vander Péter  |
| Kígyó Oiler               | Christian Oliver    | Rajkai Zoltán      |
| Szürke Szellem            | Moritz Bleibtreu    | Dányi Krisztián    |
| Cápa Sofőr                | Junior Sone Enang   | Stern Dániel       |
| Delila                    | Jana Pallaske       | Eredeti nyelven    |
| Colon Ezredes             | Werner Daehn        | Eredeti nyelven    |
| Gothorm Danneskjøld       | Komi Togbonou       | Hankó Viktor       |
| Kellie "Gearbox" Kalinkov | Milka Duno          | Eredeti nyelven    |
| Kakkoi Teppodama          | Joon Park           | Eredeti nyelven    |
| Blackjack Benelli         | Mark Zak            | Maday Gábor        |
| Csapatfőnök               | Vinzenz Kiefer      | Géczi Zoltán       |
| Ben Burns                 | Richard Roundtree   | Vass Gábor         |
| Cass Jones                | Ben Miles           | Csankó Zoltán      |
| Johnny "Jófiú" Jones      | Melvil Poupaud      | Zámbori Soma       |
| Casa Christo bemondó      | Ramon Tikaram       | Kardos Róbert      |
| Fuji bemondó              | Art LaFleur         | Bolla Róbert       |
| Fuji bemondó              | Peter Tuiasosopo    | Garamszegi Gábor   |
| Villámverem bemondó       | Peter Fernandez     | Cs. Németh Lajos   |
| Villámverem bemondó       | Harvey Friedman     | Holl Nándor        |
| Villámverem bemondó       | Giancarlo Ganziano  | Szatmári Attila    |
| Speed Tanára              | Melissa Holroyd     | Németh Kriszta     |
| Légiutas-kísérő           | Lauren Blake        | Martin Adél        |
| Marvin, a takarító        | Matthias Redlhammer | Hankó Viktor       |

## Magyar változat
A szinkront a Mafilm Audio Kft. készítette. Forgalmazza az Intercom.
- Magyar szöveg: Tóth Tamás
- Hangmérnök: Fék György
- Rendezőasszisztens: Simkóné Varga Erzsébet
- Vágó: Simkóné Varga Erzsébet
- Gyártásvezető: Fehér József
- Szinkronrendező: Báthory Orsolya
- Felolvasó: Bozai József
- További magyar hangok: Bodrogi Attila, Garai Róbert, Garamszegi Gábor, Géczi Zoltán, Hankó Viktor, Kossuth Gábor, Maday Gábor, Papucsek Vilmos, Stern Dániel, Tóth Szilvia, Várday Zoltán

## Fogadtatás
A film 120 millió dollárból készült, és 93 millió dolláros bevételt ért el. Ugyanebben az évben videójáték is megjelent a filmből. DVD-n és Blu-ray-en is kiadták.

## Fordítás
- Ez a szócikk részben vagy egészben  a   Speed Racer (film) című angol Wikipédia-szócikk fordításán alapul.  Az eredeti cikk szerkesztőit annak laptörténete sorolja fel. Ez a jelzés csupán a megfogalmazás eredetét és a szerzői jogokat jelzi, nem szolgál a cikkben szereplő információk forrásmegjelöléseként.